# Otacílio Gonçalves
Otacílio Gonçalves (nacido el 16 de junio de 1940) es un exfutbolista brasileño y entrenador.
Dirigió en equipos de Brasil como el Internacional, Atlético Paranaense, Coritiba, Grêmio, Portuguesa, Paraná y Palmeiras.

## Clubes

### Como entrenador
| Club                 | País     | Año         |
| -------------------- | -------- | ----------- |
| Internacional        | Brasil   | 1984 - 1985 |
| Atlético Paranaense  | Brasil   | 1985 - 1986 |
| Coritiba             | Brasil   | 1987        |
| Grêmio               | Brasil   | 1988        |
| Cerro Porteño        | Paraguay | 1989        |
| Portuguesa Desportos | Brasil   | 1991        |
| Paraná Clube         | Brasil   | 1991 - 1992 |
| Palmeiras            | Brasil   | 1993        |
| Atlético Mineiro     | Brasil   | 1994        |
| Paraná Clube         | Brasil   | 1995        |
| Yokohama Flügels     | Japón    | 1996 - 1997 |
| Internacional        | Brasil   | 1998        |
| Paraná Clube         | Brasil   | 1998        |
| Gama                 | Brasil   | 1999        |
| Santa Cruz           | Brasil   | 1999 - 2002 |
| Paraná Clube         | Brasil   | 2002        |